# Stockholms Stadsmission
Stockholms Stadsmission är en politiskt obunden idéburen organisation som bedriver verksamheter för människor i hemlöshet och missbruk, barn, ungdomar och äldre. Stockholms Stadsmission bedriver också sociala företag och skolverksamhet i form av folkhögskola, komvux och yrkeshögskola i Stockholm.
Stockholms Stadsmission är som namnet antyder verksam i Stockholm i Sverige. Ordförande är Johan Karlström och  direktor är Åsa Paborn. Organisationen ingår i Riksföreningen Sveriges Stadsmissioner och är medlem i Giva Sverige. I maj 2010 blev kronprinsessan Victoria officiell beskyddare av Stockholms Stadsmissions sociala verksamheter. Kronprinsessans roll är att genom personliga möten och ett starkt engagemang förmedla hopp och tro på förändring till människor i olika livssituationer.

## Ändamål och vision
Stockholms Stadsmissions ändamål är att utifrån en kristen grundsyn utöva social hjälpverksamhet bland ensamma och utslagna, för äldre och sjuka samt verka för barns och ungdomars vård, utbildning och fostran. Stockholms Stadsmissions vision är att Stockholm ska bli ett mänskligare samhälle för alla.

## Historia
Stockholms Stadsmission leder sitt ursprung till mitten av 1800-talet och den Svenska Evangeliska Alliansen. Avdelningen bestod huvudsakligen av två grupper, lågkyrkliga lutheraner och oorganiserade baptister. Lutheranerna bildade den 9 december 1853 en särskild fraktion kallad "den inre missionen". Namnet Stockholms Stadsmission antogs den 21 januari 1856 och en styrelse valdes i samband med det.
Den 7 maj 1856 upphörde samarbetet mellan lutheranerna och baptisterna genom att lutheranerna bildade en ny inomkyrklig organisation, Evangeliska Fosterlandsstiftelsen. Den ideologiska portalfiguren i såväl EFS som i stadsmissionen var Carl Olof Rosenius, ideolog, själavårdare och förkunnare.
Den förste ordföranden i Stockholms Stadsmission var läkaren A F Melander. Han avgick 1865 och Stockholms Stadsmission fick då sin förste föreståndare, prästen Gustaf Emanuel Beskow (farbror till teologen Natanael Beskow).
Stockholm Stadsmissions första lokaler var i Betlehemskyrkan och fanns kvar där till 1912, då den mångåriga organisatoriska förbindelsen med Evangeliska Fosterlandsstiftelsen avslutades. Stockholms Stadsmission ordnade då predikoverksamhet på tre ställen - Gamla Stan, Kungsholmen och Östermalm. 
Den 1 juli 1912 föreslogs styrelsen att köpa husen vid Stortorget 3 och 5 i Gamla Stan. Efter ett beslut att godkänna köpeavtalen med en köpesumma på totalt 300 000 kronor och vissa ombyggnadsarbeten invigdes Stadsmissionens hus på annandag påsk 1915. Till de nya husen överfördes en stor del av verksamheten som förut varit spridd på skilda håll. 1938 förvärvades den intilliggande fastigheten Köpmangatan 15 i Gamla Stan. Fastigheten såldes 2017. Huvudkontoret ligger nu i Sickla, Nacka.

## Verksamhet
Stockholms Stadsmissions organisation består av en bred social verksamhet, sociala företag och utbildningsverksamhet. 

### Social omsorg
Stockholms Stadsmission bedriver verksamheter för människor i hemlöshet och missbruk, barn, ungdomar och äldre. Stockholms Stadsmission erbjuder akut hjälp med basbehov, råd och stöd. Organisationen arbetar även långsiktigt med boenden och personliga ombud. Det erbjuds kollo, julfirande, allsång, livsberättargrupper med mera, allt för att bryta ensamhet och isolering. 

### Sociala företag
Stockholms Stadsmission bedriver sociala företag som erbjuder arbetsträning och praktikplatser för människor som står långt ifrån arbetslivet. Sociala företag består bland annat av ett flertal second handbutiker utspridda i Gamla Stan, Liljeholmen, Södermalm, Vasastaden, Kungsholmen, Kungens kurva, Solna, Vällingby, Farsta, Handen, Retuna/Eskilstuna, Nyköping och Örebro. Dessa kallades tidigare "Små Smulor", men heter sedan 2000 Stockholms Stadsmission Second hand. Butikerna har olika inriktningar. Stockholms Stadsmission har även ett eget designmärke Remake, som har vunnit modetidningen Elles hållbarhetspris, fått NK:s innovationspris och Damernas Världs prestigefyllda Guldknappen.
Matmissionen är Stockholms Stadsmissions sociala matbutiker där produkter som riskerar att bli svinn säljs till kraftigt rabatterat pris till medlemmar. Matmissionen finns i Handen, Hägersten, Hallunda, Kista, Norrtälje och i Jakobsberg.

### Stiftelsen Stadsmissionens skola
Stockholms Stadsmission är stiftelsegrundare till Stadsmissionens Skolstiftelse som har drivit skolverksamhet i över 170 år. Skolan är en idéburen skola utan vinstsyfte som vill erbjuda utbildning för alla. Stadsmissionens Skolstiftelse driver sex gymnasieskolor och en gymnasiesärskola i Mälardalen under namnet Grillska Gymnasiet. Totalt studerar närmare 2600 studerande på skolorna vilket gör dem till en av Sveriges största idéburna skolverksamhet. 
Under år 2010 och 2011 genomgick skolan i Liljeholmen en genomgripande ombyggnad. Arkitektkontoret Codesign fick då i uppdrag att skapa en skola ”som skulle ge stolthet till dem som vistas där”. Planlösningen fungerar som ett flöde med rörelse runt om klassrummen med små och stora samtalszoner och arbetsplatser. Inredningen och planlösningen har hyllats för sitt nytänkande och nominerades till Årets Stockholmsbyggnad 2013. Bland andra menade Karolina Keyzer, stadsarkitekt i Stockholms stad: Äntligen ett projekt där tillfällig ombyggnad i väntan på stadsutveckling utstrålar energi och förhoppning förutom viktig funktion. Projektet påvisar möjligheterna i tillfällig arkitektur och konst i Stockholms framtida utvecklingsområden.

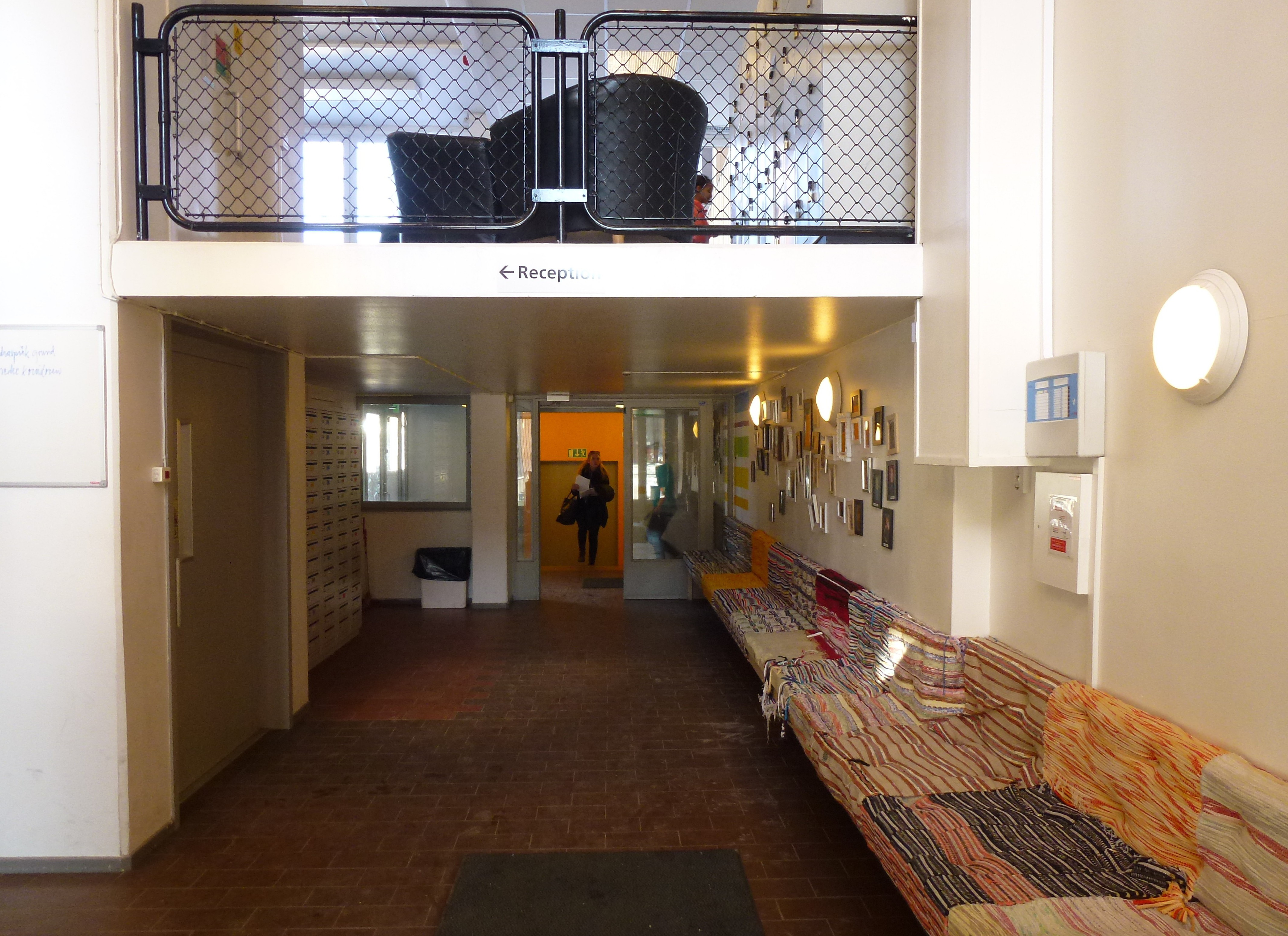
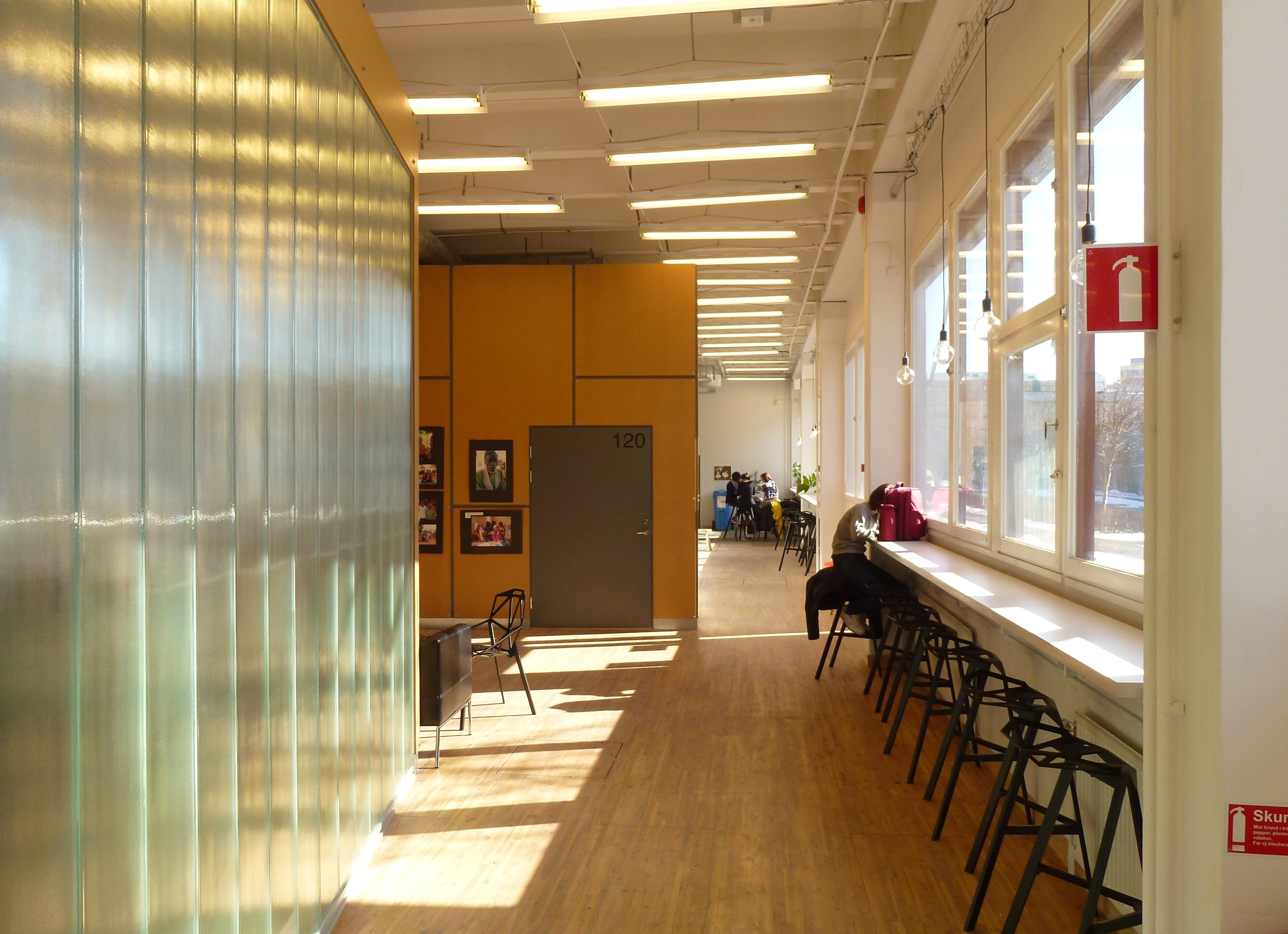
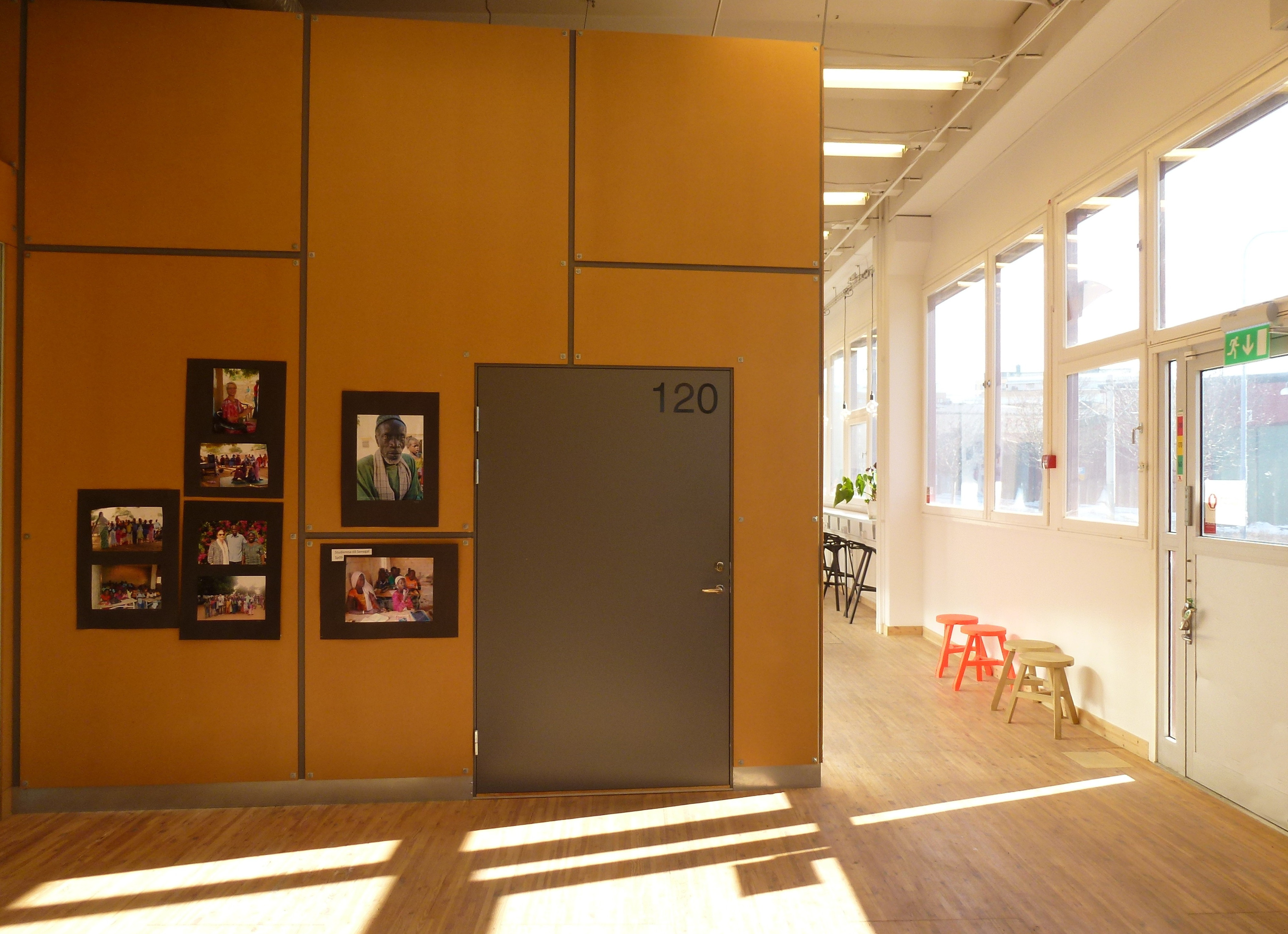
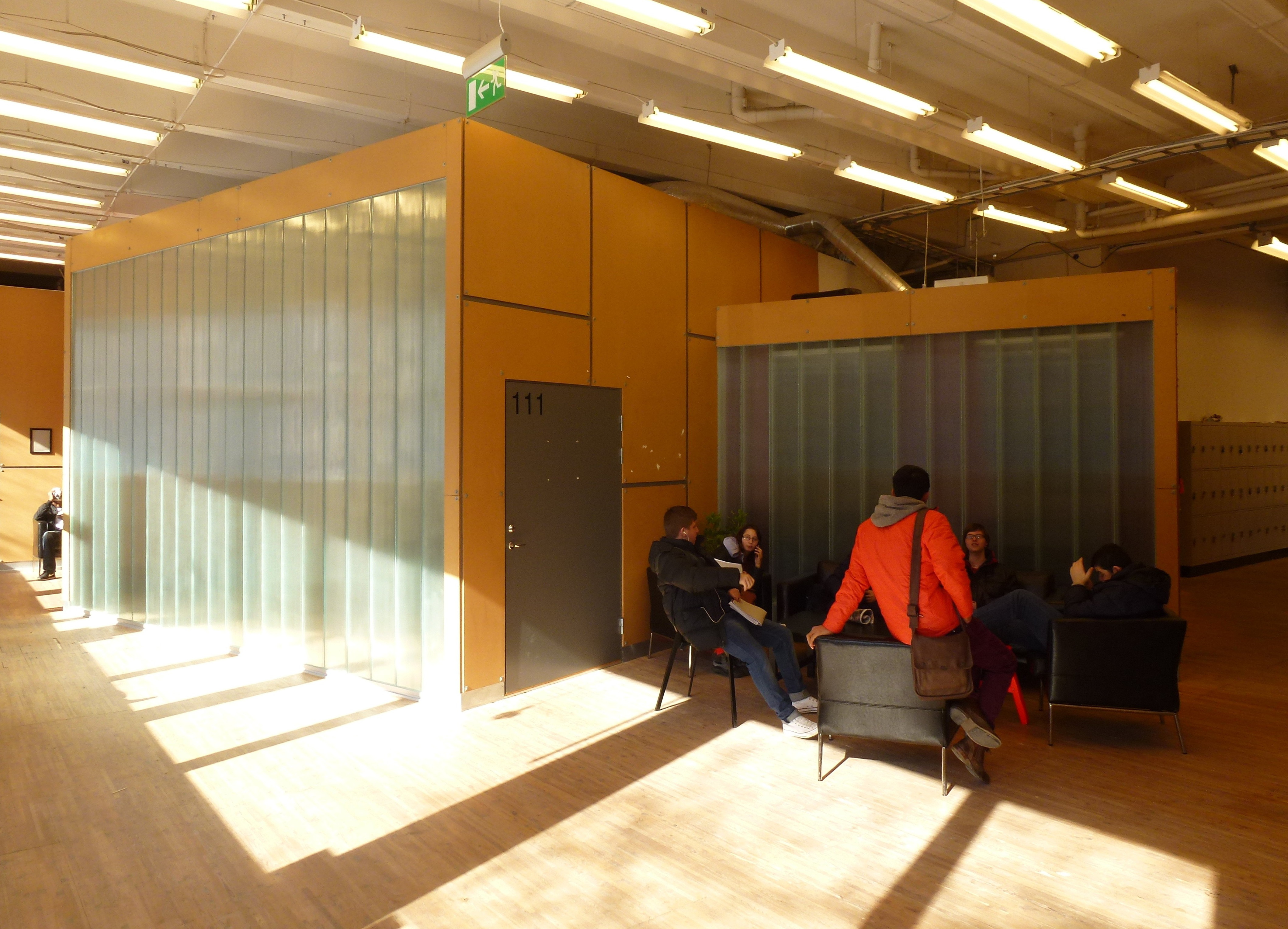

#### Grillska Gymnasiet
Grillska Gymnasiet är en gymnasieskola verksam i Västerås kommun, Uppsala kommun, Eskilstuna kommun, Örebro kommun, Stockholms kommun och Sundbybergs kommun. Samtliga dessa skolor är före detta JB-skolor som Stiftelsen Stadsmissionens skola fick ta över i juli 2013 på grund av att JB Education gick i konkurs.

## Organisation
Stockholms Stadsmissions organisation är uppdelad i sex verksamhetsområden; Bostad, Mötesplatser, Utbildning & Arbete, Återbruk & Produktion, Återbruk & Sälj samt Matmissionen.  Stockholms Stadsmission hade 2010 totalt 672 anställda varav 234 är män och 438 är kvinnor. Utöver de anställda arbetade 452 volontärer ideellt inom de olika verksamhetsområdena.
Stockholms Stadsmissions styrelse svarar för organisation och förvaltning av verksamheten. Styrelsen ska bestå av minst sju och högst tio ledamöter valda för tre år i taget. Styrelsens ledamöter uppbär inget arvode för sitt styrelsearbete. Ledningen utses av direktor och är operativt ansvariga för verksamheten.

## Ekonomi
Stockholms Stadsmissions sociala verksamheter finansieras antingen via insamlade gåvor, eller via offentliga medel när verksamheter drivs på uppdrag av region eller kommun. I sociala företag erbjuds arbetsträning för människor som vill närma sig arbetsmarknaden, tack vare intäkter från försäljning av tjänster och produkter och via arbetsmarknadsstöd från arbetsförmedlingen är detta möjligt.
Stockholms Stadsmission bedriver flera verksamheter på uppdrag av, och finansierade av, det offentliga samhället. Som utförare av dessa välfärdstjänster drivs verksamheten utifrån värdegrund och utan vinstutdelning.